# Tűztemplom

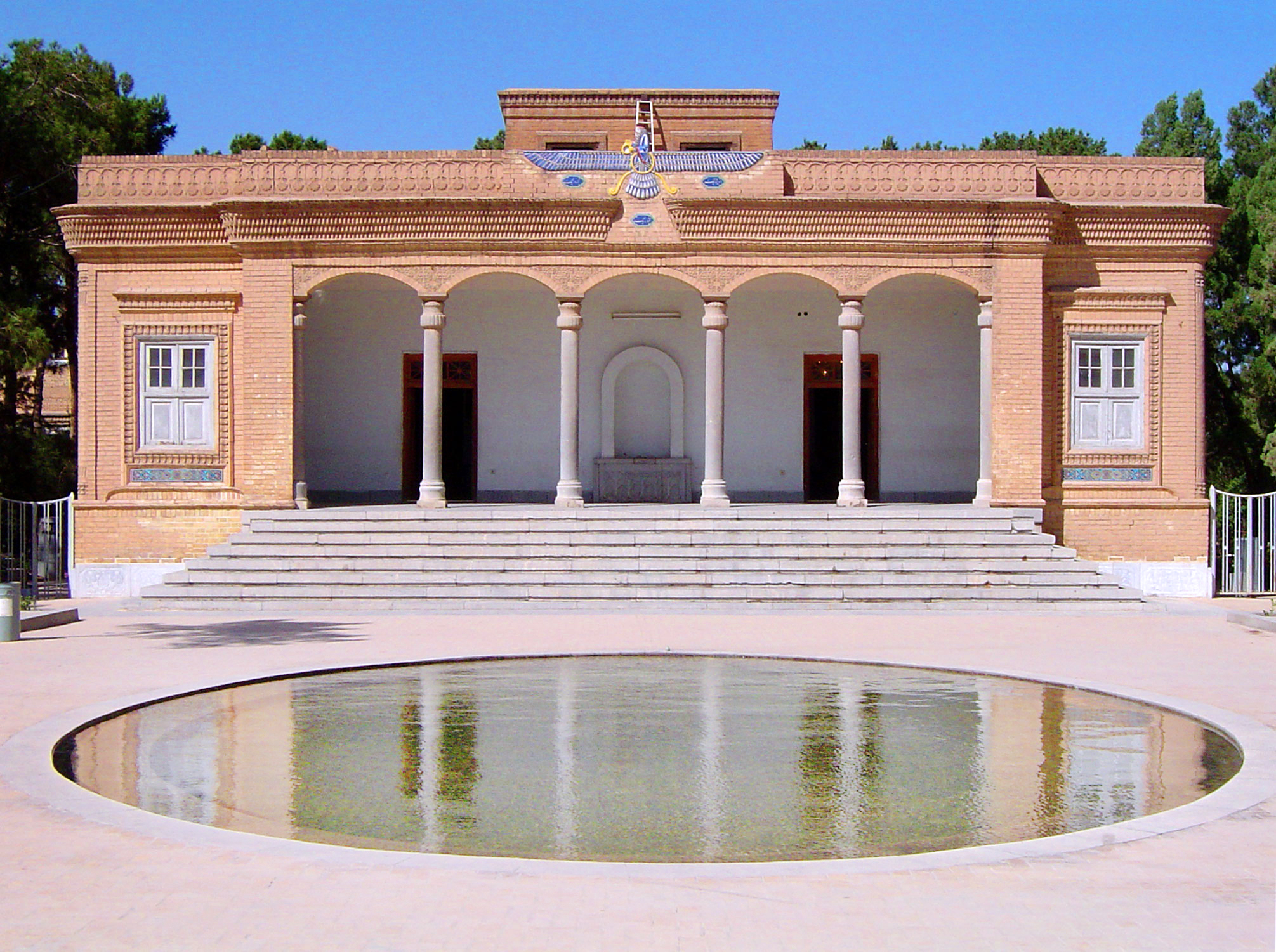
Jazdi tűztemplom (Irán)

A tűztemplom a zoroasztrizmus istentiszteleti helye; gyakran nevezik dar-e mehr (perzsa), vagy agijari (gudzsaráti) néven.
A tűztemplomokban nincsenek képek vagy szobrok, az egyetlen szentség egy örökké égő kis tűz, amely Ahura Mazdá (Ormazd) örök világosságát és dicsőségét hirdeti. Ezért a templomaikat tűztemplomoknak nevezik.
A zoroasztriánus vallásban a tűz a tiszta vízzel együtt a rituális tisztaságot szimbolizálja.
A hívők nem imádják istenként a tüzet, csupán úgy tekintik, mint a ragyogásnak, dicsőségnek és fényességnek a jelképét, mint Istennek a legtökéletesebb szimbólumát, mint az ő isteni fenségének legjobb és legmagasztosabb képviselőjét. 
A zoroasztriánusok számára a templomban lévő rituális tűz azt a különleges helyet képviseli, ahol közvetlenül is tapasztalható Isten jelenléte. Az isteni jelenlét a tűz minden formájában, minden tiszta szívvel végzett szertartásban, valamennyi igaz teremtményében megnyilvánul, de leginkább, mint minden vallásban, a szentélyben érezhető. A megtisztult hívők itt az Isten színe előtt állnak. 
Mielőtt a templomba lépnének, a hívők megmosakszanak és imákat mondanak, hogy testileg-lelkileg egyaránt megtisztuljanak. A hívek épülésére a templom külső termeinek falára a hit hőseinek képeit akasztják. 
Férfiak és nők tiszteletük jeléül befedik a fejüket és mezítláb lépnek a templomba, nehogy a külvilágból bármi szennyet magukkal hozzanak. Az imaszobában örökké ég a tűz, amelyet napjában ötször raknak meg. Az edényben elhelyezett tüzet a szentélyen belül fallal veszik körül, amelybe ajtókat és ablakokat  vágnak,hogy a hívők hódolhassanak, meditálhassanak, imádkozhassanak a tűz előtt, amelynek közvetlen közelébe csak a rituálisan megtisztult pap léphet. A hívek ajándékul egy fahasábot is hoznak magukkal, egy tálcán hagyják és a pap ajánlja fel az ő nevükben. Belépéskor az ajtó melletti edénykéből egy csipet hamut kennek a homlokukra, azután, hátul megállva, halkan, magukban imádkoznak. 
2017-ben ötven tűztemplom volt Mumbaiban, száz India más részén és 27 a világ többi részében.

## Suraxanı tűztemplom

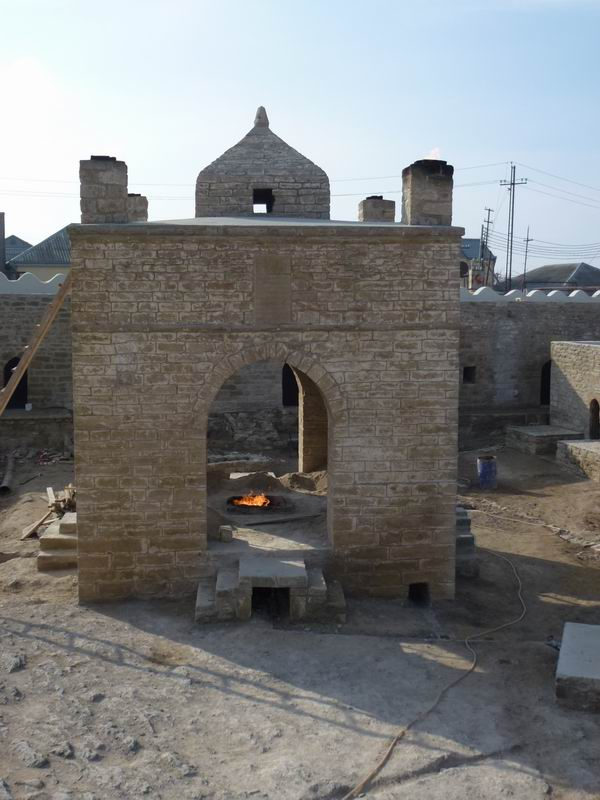
Suraxanı tűztemplom

Azerbajdzsánban található. Az Absheron félszigeten, Bakuban, Suraxanı kerületben egy természetes gázkitörés köré épült a XVII. században.
A képen látható központi négyzet alapú épületet védőfalként körbevevő épületsornak egy külső bejárata van. A körbefutó épületsor belülről boltíves termeire nyíló ajtók felett kőbe vésett feliratokat helyeztek el.
 1683-ban Engelbert Kaempfer német utazó "hétnyelvű örök tűz"-ként említette ezt a helyet. Azeri elnevezése Ateshgah. Jelentése: Atesh=tűz, gah=trón.
 1969-től a lángot bakui csővezeték táplálja.